# 華麗なる大泥棒!四丁目の刑事の家の間借人
『華麗なる大泥棒!四丁目の刑事の家の間借人』（かれなるおおどろぼう よんちょうめのけいじのいえのまがりにん）は、1977年3月26日から同年5月14日まで日本テレビ系列の『グランド劇場（現：土曜ドラマ）』で放送されたテレビドラマ。全8回。

## 概要
「長いタイトルシリーズ」第10弾。そして竹脇無我唯一の『（土曜）グランド劇場→土曜ドラマ』主演作。
過去9年間に9件もの大泥棒を犯した「怪盗X」こと立花清がある下宿先に転入し、その時から警視庁刑事・只野警司と一つ屋根の下に住むようになった。この二人を中心に物語が描かれた。神奈川県油壺、熊本など野外ロケを多く行った。

## 出演者
- 立花清：竹脇無我
- 只野警司：左とん平
- 虎吉：中条静夫 - 清の相棒
- 梢：仁科明子 - 虎吉の娘
- 澄子：梶芽衣子
- 立花真砂：山田五十鈴 - 清の母
- 柳子：春川ますみ
- 浜村純
- 大友鉄之助：石橋房太郎
- 大友亜矢：秋ひとみ
- 五郎：尾崎紀世彦
- 只野察子：池波志乃
- 只野番：佐藤たくみ - 警司の二男
- ほか

## スタッフ
- 脚本：柴英三郎
- 演出：田中康隆（1話～3話）、小杉義夫（4話～8話）
- プロデューサー：早川恒夫

## 主題歌
「愛の手紙」
- 歌：尾崎紀世彦